# Mariasdorf
Mariasdorf (węg. Máriafalva) – gmina targowa w Austrii, w kraju związkowym Burgenland, w powiecie Oberwart. 1 stycznia 2014 liczyła 1,18 tys. mieszkańców.